# Композиция (музыка)
Компози́ция (лат. compositio — составление, сочинение) — категория музыковедения и музыкальной эстетики, характеризующая предметное воплощение музыки в виде выработанного и завершённого в себе музыкального произведения, «опуса», в отличие от текучей вариативности народного творчества-процесса, от импровизации (в древней, восточной, народной, джазовой музыке, некоторых видах музыки XX века).

## История
Композиция предполагает: наличие автора как личности (композитора); его целенаправленную творческую деятельность; отделимое от создателя и далее независимо от него существующее произведение; воплощение содержания в точно установленной объективированной звуковой структуре; сложный аппарат технических средств, систематизированный музыкальной теорией и излагаемый в специальной области знания (в курсе композиции). Письменная фиксация композиции требует совершенной музыкальной нотации. Закрепление категории композиции и статуса композитора связано с развитием в эпоху Возрождения концепции свободной человеческой личности — творца, создателя (указание имени композитора стало нормой с XIV века; кульминация личностного и авторского начала в композиции — в XIX веке).
Композиция, как музыкально-художественное целое, стабильна. В ней преодолевается непрерывная текучесть времени, устанавливается всегда одинаково воспроизводимая однозначность основных компонентов музыки — высотности, ритма, расположения материала и т. д. Благодаря стабильности композиции можно воспроизводить звучание музыки через любые сколь угодно большие промежутки времени после её создания. Вместе с тем композиция всегда рассчитана на определённые условия исполнения. По сравнению с прикладными фольклорными формами (песнями, плясками) и действами (обрядовыми, религиозными, бытовыми), непосредственно включёнными в жизненный процесс, композиция в большей мере является произведением искусства.
С древнейших времён представление о композиционно едином музыкальном целом связывалось с текстовой (или танцевально-метричной) основой. Латинскому понятию композиции исторически предшествовало античное понятие мелопеи. Глагол componere и его производные (в том числе compositor) встречаются во многих средневековых трактатах, начиная от Хукбальда Сент-Аманского и его школы (IX—X века). В XI веке Гвидо Аретинский в своём «Микрологе» (ок. 1025) под композицией (componenda) понимал, главным образом, искусное составление хорала. Иоанн де Грокейо («О музыке», ок. 1300) относил это понятие к многоголосной музыке («musica composita», то есть сложная, составная музыка) и употреблял слово «compositor». В эпоху Возрождения Иоанн Тинкторис («Определитель музыкальных терминов», 1474) выделил в последнем термине творческий момент (композитор — «написавший какой-нибудь новый кантус»); в «Книге об искусстве контрапункта» (1477) он чётко различил контрапункт нотированный — «res facta» (равнозначно «cantus compositus» в «Определителе») и импровизируемый («super librum cantare», букв. петь над книгой).
В конце XV — начале XVI веков учение о контрапункте расширилось до понятия «ars componendi» («Искусства композиции»; термин Мельхиора Шанпехера, одного из авторов трактата «Золотой труд о музыке» («Opus aureum musicae…», 1501); начиная с Николая Листения в Германии и Австрии в XVI—XVII веках термин «musica poetica» означал науку композиции (как «musica theoretica» — общую/спекулятивную, a «musica practica» — прикладную/дидактическую теорию музыки).
В XVII—XIX веках учение о композиции превратилось в целостную науку о гармонии, полифонии, музыкальной форме и инструментовке. Движению музыки к художественной автономности соответствовало представление о композиции как музыкальной форме, базирующейся на специфических музыкальных основах (тональности, функциях тональных, модуляции, мотивике и тематизме, контрасте песенной структуры и связующих, разработочных ходов). При этом в центре внимания теоретиков композиции оказался классический сонатный цикл.
В русле этой традиции, наука о композиции (нем. Kompositionslehre) — свод теоретических сведений и практических предписаний к сочинению. Излагающий эту науку учебный курс композиции поныне ведётся в специальных учебных заведениях (другое название — сочинение. Учебники композиции часто совпадали с общим учением о композиции или с доминирующей в данное время отраслью учения о ней: «Le istitutioni harmoniche…» Дж. Царлино (Venetia, 1558); «Von der Singe-Kunst, oder Maniera. Traclatus compositionis augmentatis …» К. Бернхарда (сер. XVII века); «Traité de l’harmonie» Ж. Ф. Рамо (Р., 1722); «Gradus ad Parnassum» И. Й. Фукса (W., 1725); «Gründliche Anweisung zur Komposition» И. Г. Альбрехтсбергера (Lpz., 1790); «Traité de haute composition musicale» А. Рейхи (v. 1—2, P., 1824—26); «Die Lehre von der musikalischen Komposition» А. Б. Маркса (Bd 1 — 4, Lpz., 1837—47); «Lehrbuch der musikalischen Komposition» И. К. Лобе (Bd 1—4, Lpz., 1850—67); «Grosse Kompositionslehre» X. Римана (Bd 1—3, В.— Stuttg., 1902—13).
В XX веке не существует единого учения о композиции, обобщающего современную художественную практику во всём её многообразии. Понятие композиции охватывает множество отдельных стилевых направлений и техник, включая как традиционное тонально-тематическое письмо, так и методы композиции, исходящие из принципиально нетрадиционных её трактовок (додекафония, серийная техника и т. п.). Среди учебников композиции XX века: «Cours de composition musicale» В. д’Энди (v. 1—4, P., 1903—50); «Unterweisung im Tonsatz» П. Хиндемита (Bd 1 — 3, Mainz, 1937—70); «Studies in counterpoint, based on the twelve-tone technique» Э. Кшенека (N. Y., 1940).
Изучение новых методов композиции в музыке второй половины ХХ — начала XXI веков за последние 15 лет выделилось в самостоятельную научную и учебную дисциплину — теорию современной композиции, включающую в себя изучение таких новых методов композиции и музыкальных явлений как алеаторика, конкретная музыка, сериализм, сонорика и т. п.
В России первым учением о композиции была «Мусикийская грамматика» Николая Дилецкого (М., 1679, др. ред.— 1681); среди других авторов руководств: И. Л. Фукс (рус. пер. «Практич. руководство к сочинению музыки», СПБ, 1830), И. К. Гунке («Руководство к сочинению музыки», отд. I—3, СПБ, 1859—63), М. Ф. Гнесин («Начальный курс практич. композиции», М.—Л., 1941).